# 6 Dogs
6 Dogs, de son vrai nom Ronald Chase Amick, né le 5 mai 1999 à Atlanta (Géorgie) et mort le 26 janvier 2021 dans la même ville, est un rappeur américain. Il devient célèbre pour le clip de son titre Flossing. Sa chanson Faygo Dreams est certifiée disque d'or par la RIAA le 22 octobre 2020.
Il se suicide le 26 janvier 2021.

## Biographie

### Jeunesse
Ronald Chase Amick naît le 5 mai 1999 à Atlanta. Il préfère utiliser son deuxième prénom, Chase. Il fréquente le lycée Alpharetta, où il commence sa carrière musicale à l'âge de 16 ans.

### Carrière musicale
6 Dogs commence à poster de la musique sur la plateforme Soundcloud en 2016. L'année d'après il publie son premier album, qui reprend son nom de scène, 6 Dogs. Après la publication de cet album, il signe un contrat avec Interscope Records en 2018, l'amenant à poursuivre des collaborations avec NoJumper, Cole Bennett, Benny Blanco et Danny Wolf.
En 2016, 6 Dogs coréalise un clip vidéo pour son single Buttcheeks avec le producteur exécutif et réalisateur Cole Benett. Plus tard dans l'année, 6 Dogs et Danny Wolf sortent leur projet collaboratif 6 Wolves, dont le rappeur Yung Bans (en) est l'unique featuring. Toujours en 2018, 6 Dogs sort son single Off the Gas en featuring avec Lil Skies. En 2019, 6 Dogs quitte Interscope Records pour sortir indépendamment son deuxième album studio Hi Hats & Heartaches.
6 Dogs compte plus de 250 millions de streams sur des services de streaming tels que YouTube, Souncloud, Apple Music et Spotify.

### Décès
Le 26 janvier 2021, Chase Amick fait une chute mortelle d'un immeuble à Atlanta, en Géorgie, à l'âge de 21 ans. La thèse du suicide est suspectée,. Elle est confirmée plus tard par des membres de son entourage.
Un album posthume, Ronald, est publié le 12 mars 2021.